# 希格內克托
希格內克托（英語：Chignecto）是北美國家加拿大新斯科細亞省的一個社區，他位於該省西北部坎伯蘭縣（英語：Cumberland County）的希格內克托地峽上。
45°44′9.24″N 64°12′34.54″W / 45.7359000°N 64.2095944°W